# Milwaukee Rampage
Milwaukee Rampage is een voormalig Amerikaanse voetbalclub uit Milwaukee, Wisconsin. De club werd opgericht in 1994 en opgeheven in 2002. De thuiswedstrijden werden in het Uihlein Soccer Park gespeeld, dat plaats biedt aan 7.500 toeschouwers.

## Seizoenenoverzicht
| Seizoen | Divisie | Competitie          | Eindresultaat   | Playoffs                | Open Cup             |
| ------- | ------- | ------------------- | --------------- | ----------------------- | -------------------- |
| 1994    | 3       | USISL               | 2e, Midden West | Divisie Finales         | Niet aan deelgenomen |
| 1995    | 3       | USISL Pro League    | 1e, Midden West | Sizzling Nine           | Niet gekwalificeerd  |
| 1996    | 3       | USISL Select League | 1e, Centraal    | 2e ronde                | Niet gekwalificeerd  |
| 1997    | 2       | USISL A-League      | 4e, Centraal    | Kampioen                | Niet gekwalificeerd  |
| 1998    | 2       | USISL A-League      | 3e, Centraal    | Conference Kwartfinales | 2e ronde             |
| 1999    | 2       | USL A-League        | 5e, Centraal    | Niet gekwalificeerd     | Niet gekwalificeerd  |
| 2000    | 2       | USL A-League        | 2e, Centraal    | Conference Finales      | Niet gekwalificeerd  |
| 2001    | 2       | USL A-League        | 3e, West        | Halve Finale            | 3e ronde             |
| 2002    | 2       | USL A-League        | 1e, Centraal    | Kampioen                | Kwartfinale          |

## Gewonnen prijzen
- USL First Division
  - Winnaar (2): 1997, 2002

## Bekende (oud-)spelers
| - Brian McBride - Tony Sanneh |  | - John Wolyniec - David Marshall Jr. |  | - Todd Dusosky - Carmine Isacco |

## Trainers
- Pat Clemens 1994
- Jim Harwood 1994-2002